# Silk Smitha
Vijayalakshmi Vadlapati (2 de dezembro de 1960 - 23 de setembro de 1996), mais conhecida por seu nome artístico Silk Smitha, foi uma atriz e dançarina indiana que trabalhou principalmente no cinema Tamil e Telugu, além de alguns filmes em Malayalam, Kannada e Hindi. Ela se tornou um dos símbolos sexuais mais populares da Índia na década de 1980 e início da década de 1990, bem como uma das atrizes eróticas mais procuradas do cinema do sul da Índia na década de 1980. Smitha foi uma figura chave no gênero de filmes softcore Malayalam no final dos anos 1980.
Em 1996, foi encontrada morta em seu apartamento, a principal suspeita é de suicídio.

## Filmografia
- Yamakinkarudu (1982)
- Moondru Mugam (1983)
- Khaidi (1983)
- Challenge (1984)
- Layanam (1989)
- Halli Meshtru (1992)
- Sphadikam (1995)
- Adharvam (1989)